# Pandanus vandermeeschii
Espèce
Pandanus vandermeeschii est un vacoa endémique de l'île Maurice, plante arbustive appartenant au genre Pandanus de la famille des Pandanaceae.

## Description
Ce vacoa aux racines aériennes vit sur le littoral. Il peut atteindre 6 à 8 mètres de hauteur et son stipe ramifié, 20 à 25 cm de diamètre. Son écorce verruqueuse est grise tirant sur le rose.
Ses feuilles peuvent mesurer 50 à 75 cm de longueur, et leurs marges sont subépineuses à l'apex aigu. Les drupes de cette plante mesurent 3 cm et sont groupées par deux cents et plus en syncarpes subglobuleux.
On peut observer des exemplaires plantés au jardin botanique de Pamplemousses.

## Historique
Pandanus vandermeeschii Balf. f. in Baker, F.M.S. : 398., Journ. Linn. Soc., Bot. 17 : 65 (1878)